# Barrio Balboa (Panamá Oeste)
Barrio Balboa é um município do distrito de La Chorrera na província de Panamá Oeste, República do Panamá. A cidade tem 29.589 habitantes no censo de (2010).
O distrito é limitado a norte com o distrito de Herrera, ao sul com os distritos de Playa Leona e Puerto Caimito, a leste da aldeia de Barrio Colón e oeste com os municípios de Guadalupe e  El Coco.